# Chiastocheta latispinigera
Chiastocheta latispinigera är en tvåvingeart som beskrevs av Fan, Chen och Jiang 1982. Chiastocheta latispinigera ingår i släktet Chiastocheta och familjen blomsterflugor. Inga underarter finns listade i Catalogue of Life.